# Championnat de Singapour de football 1982
Navigation
Saison 1983
La saison 1982 du Championnat de Singapour de football est la cinquantième édition de la première division à Singapour. Le championnat est organisé sous forme d'une poule unique où toutes les équipes se rencontrent deux fois au cours de la saison. En fin de saison, les deux derniers du classement sont relégués et remplacés par les deux meilleurs clubs de Second Division, la deuxième division singapourienne.
C'est le club de Farrer Park United qui remporte le championnat cette saison, après avoir terminé en tête du classement final, avec trois points d'avance sur Police SA et dix sur Tiong Bahru CSC. C'est l'unique titre de champion de Singapour de l'histoire du club, qui manque le doublé en s'inclinant en finale de la Coupe de Singapour face à Tiong Bahru CSC.

## Les clubs participants
| - Farrer Park United - Police SA - Tiong Bahru CSC - Singapore Armed Forces FC - Tampines Rovers | - Changi CSC - Farrer Park Dynamos - Kaki Bukit SC - Sembawang SC - Jubilee SA |

## Compétition
Le barème de points servant à établir le classement se décompose ainsi :
- Victoire : 3 points ;
- Match nul : 1 point ;
- Défaite : 0 point.

### Classement
| Rang | Équipe                     | Pts | J  | G  | N | P  | Bp | Bc | Diff |
| ---- | -------------------------- | --- | -- | -- | - | -- | -- | -- | ---- |
| 1    | Farrer Park United         | 43  | 18 | 14 | 1 | 3  | 50 | 12 | +38  |
| 2    | Police SA                  | 40  | 18 | 13 | 1 | 4  | 33 | 12 | +21  |
| 3    | Tiong Bahru CSCC           | 33  | 18 | 10 | 3 | 5  | 37 | 17 | +20  |
| 4    | Singapore Armed Forces FCT | 28  | 18 | 8  | 4 | 6  | 29 | 24 | +5   |
| 5    | Tampines Rovers            | 25  | 18 | 7  | 4 | 7  | 23 | 22 | +1   |
| 6    | Changi CSC                 | 24  | 18 | 7  | 3 | 8  | 22 | 23 | -1   |
| 7    | Farrer Park Dynamos        | 22  | 18 | 6  | 4 | 8  | 21 | 37 | -16  |
| 8    | Kaki Bukit SC              | 20  | 18 | 6  | 2 | 10 | 17 | 28 | -11  |
| 9    | Sembawang SC               | 17  | 18 | 5  | 2 | 11 | 25 | 48 | -23  |
| 10   | Jubilee SA                 | 5   | 18 | 1  | 2 | 15 | 13 | 47 | -34  |

|  | Champion de Singapour 1982                                 |
|  | Relégation en Second Division                              |
|  | T : Tenant du titre C : Vainqueur de la Coupe de Singapour |

## Bilan de la saison
| Championnat de Singapour de football 1982 |                                |
| Champion                                  | Farrer Park United (1er titre) |
| Coupes et trophées                        |                                |
| Vainqueur de la Coupe de Singapour 1982   | Tiong Bahru CSC                |
| Promotions et relégations                 |                                |
| Promus en National Football League        | Cairnhill FC                   |
| Promus en National Football League        | Toa Payoh United               |
| Relégués en Second Division               | Sembawang SC                   |
| Relégués en Second Division               | Jubilee SA                     |